# Joseph de Nesmond de Brie
Pour les articles homonymes, voir De Nesmond.
Joseph de Nesmond de Brie, né vers 1675 en Angoumois et mort le 23 avril 1751 à Brest, est un officier de marine et aristocrate français des XVIIe et XVIIIe siècles. Issu d'une influente famille de notables bordelais, il entre dans la Marine royale et fait ses débuts sous la protection de son parent, André de Nesmond, alors chef d'escadre. Il prend part, sous ses ordres, à plusieurs combats. Aussi, lorsque ce dernier meurt — en 1702 — au début de la guerre de Succession d'Espagne, il se retrouve sans protection et sans ressources. Une fois la paix revenue, il prend part à plusieurs missions en Méditerranée et en mer Baltique. 
Chevalier de Saint-Louis en 1718, il est promu capitaine de vaisseau en 1727. Il sert à nouveau pendant la guerre de Succession de Pologne, puis pendant la guerre de Succession d'Autriche. Il est élevé au rang de chef d'escadre en 1745 et nommé commandant de la Marine à Brest. 

## Biographie

### Origines et famille
Joseph de Nesmond est issu de la Maison de Nesmond, « une longue lignée de parcheminiers devenus échevins d'Angoulême ». Originaire de Bordeaux, cette famille donne plusieurs présidents au Parlement de Bordeaux et un président du Parlement de Paris.
Il est le fils de François de Nesmond de Brie et de Marie Laurens. Ses parents se marient en 1634. Il est apparenté à André de Nesmond (1641-1702), ce dernier est chef d'escadre en 1688 — au moment où Joseph entre dans la Marine — et terminera lieutenant général des armées navales.

### Carrière dans la Marine royale

#### Débuts sous la protection de son «oncle» pendant la guerre de la Ligue d'Ausgbourg
Le 1er mai, Joseph de Nesmond est reçu garde-marine à Brest étant « du nom du chef d'escadre ». Il embarque sur le Content commandé par Nesmond qui porte des troupes en Irlande pour y soutenir la cause de Jacques II, puis il embarque sur le Souverain, également commandé par Nesmond, et participe avec lui à la victoire français du cap Béveziers, à la prise d'un vaisseau hollandais et à la descente de Teignmouth, en Angleterre. En 1691, il embarque sur le Monarque et effectue la campagne du Large, puis sur l’Écureuil, toujours dans l'escadre de Nesmond, et fait des prises considérables. L'année suivante, à la bataille de Barfleur, Nesmond - commandant le Monarque - résiste aux Hollandais jusqu'à la fin de la bataille, tenant en échec l'avant-garde hollandaise. Joseph est sur Le Superbe. À la Hougue, Nesmond s'illustre : parti de La Hougue la veille de l'arrivée de Tourville, Nesmond fait le tour complet des îles Britanniques pour rentrer à Brest sans encombre.
En 1693, le jeune Nesmond est sur Le Formidable commandé par Nesmond et, aux ordres de Tourville, il participe à la capture de deux vaisseaux de guerre hollandais et de plusieurs bâtiments marchands de la flotte de Smyrne alors que son parent, André de Nesmond, est promu lieutenant général des armées navales à Toulon (1er janvier 1693) et fait chevalier de Saint-Louis à la création de l'ordre (mai 1693) après avoir passé de nouveaux renforts de troupes en Irlande. L'année suivante, le jeune Nesmond de Brie, sur la Couronne, toujours commandée par Nesmond, est au siège de Palamos. En 1695, il est sur l’Excellent, commandé par Nesmond, armé en course avec Vauban pour commanditaire. Ils prennent le 26 avril 1695, près des Sorlingues, l’Espérance, vaisseau anglais de 72 canons, avec l'aide de quatre corsaires malouins, dont Duguay-Trouin. Le 17 août, Nesmond coule un vaisseau d'escorte et s'empare de deux vaisseaux de l’East India Company. Puis, il s'embarque sur le Lys et le Fort. 
En 1696, Nesmond de Brie est promu enseigne de vaisseau : il embarque sur le Sceptre, commandé par Nesmond et, avec deux autres vaisseaux, ils prennent « 2 vaisseaux anglais très richement chargés venant des Indes ». Le butin est énorme : porcelaine des Indes, diamants, laque, soierie, café, poivre, opium. La cargaison (diamants exclus) est achetée 3 150 000 livres par le financier Samuel Bernard. En outre, Nesmond s'est emparé de 1 500 000 livres sterling, de 240 canons, et de 716 hommes. Le roi fait graver une médaille symbolisant l'exploit avec la mention : « Trésor des Indes enlevés aux ennemis ». Au printemps 1696, Nesmond croise à l'entrée de la Manche avec le Fougueux, le Fort, le Téméraire, puis au cap Finisterre, il s'empare de la flotte marchande d'Ostende: un vaisseau d'escorte, huit navires marchands.
En 1697, Nesmond de Brie participe sur le Superbe à la prise de Carthagène des Indes, puis à deux combats dont un contre six vaisseaux anglais au large d'Ouessant. En décembre, il embarque sur l'Indien dans l'escadre de des Augers qui se perd en mer le 3 octobre 1698. Nesmond de Brie doit rentrer des Indes sur un navire de la Compagnie alors que la Paix de Ryswick vient d'être signée.

#### Guerre de Succession d'Espagne
En 1700, Nesmond reçoit le commandement du Sceptre et fait campagne à Cadix, puis au large de Tunis. Nesmond de Brie sert à son bord. En 1702, Nesmond se rend aux Antilles sous les ordres du marquis de Châteaurenault pour ramener les riches galions espagnols. Mais il meurt à bord du Ferme, à La Havane, le 11 juin 1702. Nesmond de Brie l'assiste dans ses derniers moments - en qualité de « neveu » -, mais l'héritière du lieutenant général est sa fille Mme d'Harcourt de Beuvron, belle-sœur du duc d'Harcourt, maréchal de France. Joseph de Nesmond de Brie - désormais privé de protecteur et de patrimoine - sert la même année, sur le Monarque et commande à la bataille de Vigo le Saint-Paul d'Ostende.
Promu lieutenant de vaisseau en 1703 à Brest, il poursuit sa carrière alors que débute la guerre de Succession d'Espagne. En 1704, il commande la frégate l’Aurore armée au Port-Louis (de février à juillet) et s'empare à l'abordage d'un corsaire de 22 canons de Flessingue. En 1705, il commande en course l’Auguste, aux ordres de Duguay-Trouin, et participe à la prise du HMS Elisabeth, vaisseau de 72 canons, qu'il ramène à Brest. Il s'empare - en arrivant au port -, d'un nouveau corsaire de Flessingue, de 44 canons cette fois-ci. Mais il est, peu après, fait prisonnier de guerre par les Anglais. Libéré, il commande l’Amazone de juin 1707 à avril 1708 aux ordres de Duguay-Trouin et s'empare du HMS Chester de 54 canons, après l'avoir démâté de son beaupré. Puis il commande le Jason de juillet à novembre 1708, toujours sous Duguay-Trouin, et participe à la prise de l'île Saint-George. Au retour sur les Açores, il fait pour 100 000 écus de prises en capturant trois corsaires de Flessingue : le Bourbon, la Reyne d'Espagne et le Griffon. Ensuite, sous les ordres de Ducasse, il escorte sur l’Hercule de février 1711 à mars 1712, un important convoi espagnol, de Carthagène des Indes jusqu'à Cadix. Promu capitaine de frégate légère (en 1712) ; il commande la frégate l’Astrée, armée de Brest pour le service de Philippe V, en 1714. Il transporte à son bord « 107 milliers de poudre destinée au siège de Barcelone ». Mais, privé de protection depuis la mort de son « oncle », l'avancement de Nesmond de Brie connaît un net ralentissement.

#### Promotions et service pendant la guerre de Succession de Pologne et d'Autriche
En 1716, sur l’Amazone, de mai à octobre, il combat les corsaires marocains de Salé. En 1718, il est fait chevalier de Saint-Louis. De juin à octobre 1722, il est sur le Prothée, il combat à nouveau les Salétins. 
En 1725, le nom de Nesmond est quelque peu taché lorsqu'un cousin germain de son père, Nesmond des Francs, est condamné à mort par contumace pour assassinat. Néanmoins Nesmond obtient sa commission de capitaine de vaisseau le 17 août 1727. D'avril 1728 à février 1729, il sert sur le Grafton lors du bombardement de Tripoli. D'avril à septembre 1733, il commande le Grafton en mer Baltique pour tenter de soutenir Stanislas sur le trône de Pologne. D'avril à septembre 1739, il commande l’Elisabeth en Baltique, puis aux Antilles dans l'escadre du marquis d'Antin (21 juillet 1740-23 mai 1741). Il est nommé commissaire général d'artillerie à la place de M. de Fercourt (1742), Nesmond de Brie commande le Juste (11 février-18 novembre 1744), dans l'escadre de Roquefeuil en Manche, s'empare de la frégate anglaise HMS Solebay de 24 canons et de cinq petits bâtiments. Âgé de 70 ans, il est promu chef d'escadre des armées navales le 1er janvier 1745, au début de la guerre de Succession d'Autriche. Il totalise alors 29 campagnes, 8 commandements, 14 combats, 2 abordages, plusieurs prises, et 13 ans, 8 mois en mer. 
Joseph de Nesmond de Brie meurt le 23 avril 1751, à Brest, en fonction de chef d'escadre, chevalier de Saint-Louis, et commandant de la Marine à Brest, à l'âge de 76 ans, dont 61 ans passés au service. Sa veuve, Hélène de Borel, obtient du roi 1 200 livres de pension sur le Trésor royal, mais cette dernière meurt à son tour le 5 janvier 1752.

## Jugement
L'historien de la marine Michel Vergé-Franceschi écrit : 

« Les Nesmond, robins bordelais, ont ainsi donné à la Marine royale deux officiers généraux, l'un sous Louis XIV et l'autre sous Louis XV, illustrés tous deux dans la guerre d'escadre comme dans la guerre de course. Or il y a assez peu de Bordelais au service de la Marine de guerre pour que ceux-ci ne soient point tout à fait oubliés. Le nom de Nesmond à la fin du XVIIIe siècle était encore regardé en Cour comme “un nom en recommandation dans la Marine.” »

### Sources et bibliographie
- Silvia Marzagalli, Bordeaux et la marine de guerre : XVIIe – XXe siècle, Presses universitaires de Bordeaux, 2002, 198 p. (lire en ligne), p. 18-28
- Michel Vergé-Franceschi, Les Officiers généraux de la marine royale (1715-1774) : origines, conditions, services, vol. 3, Librairie de l'Inde, 1990, 3469 p., p. 1255 et suiv.
- Étienne Taillemite, Dictionnaire des marins français, Paris, éditions Tallandier, mai 2002 (1re éd. 1982), 573 p. (ISBN 2-84734-008-4)